# Gennem Midtsjælland! - Historiske Steder i Sorø Amt
Gennem Midtsjælland! - Historiske Steder i Sorø Amt er en dansk turistfilm fra 1940 med instruktion og manuskript af M.B. Hedegaard.

## Handling
Typisk turistfilm, hvor man følger tre spejdere på tur rundt i Sorø Amt. Man besøger Holsteinborg, Borreby, Espe, Korsør, Hvilehøj, Trelleborg, Slagelse, Sorø, Fjenneslev, Ringsted, Bregentved og Gisselfeld. Egnen, hvor Valdemarernes stamfader hørte hjemme.